# Veisiejai

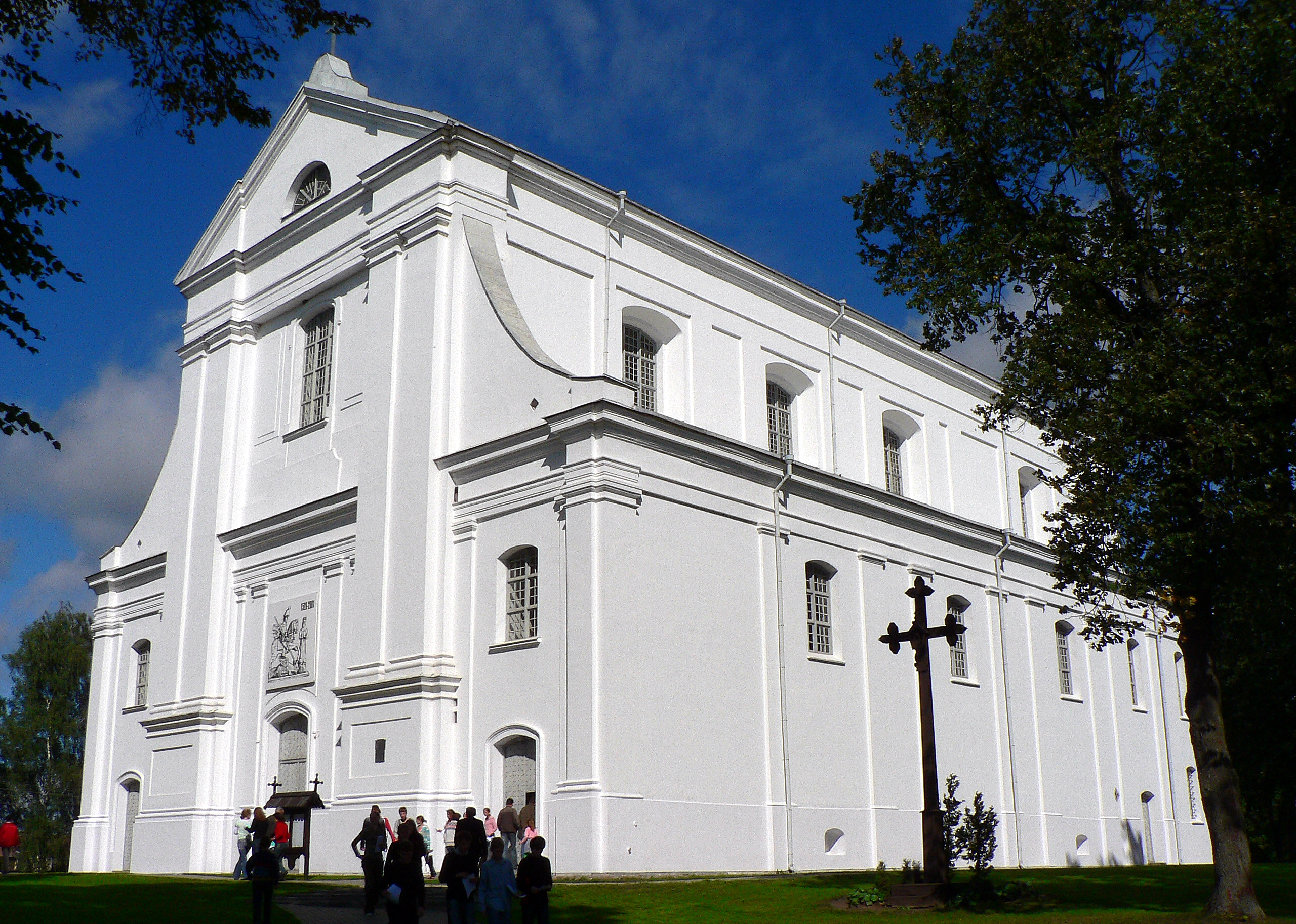
Kirche

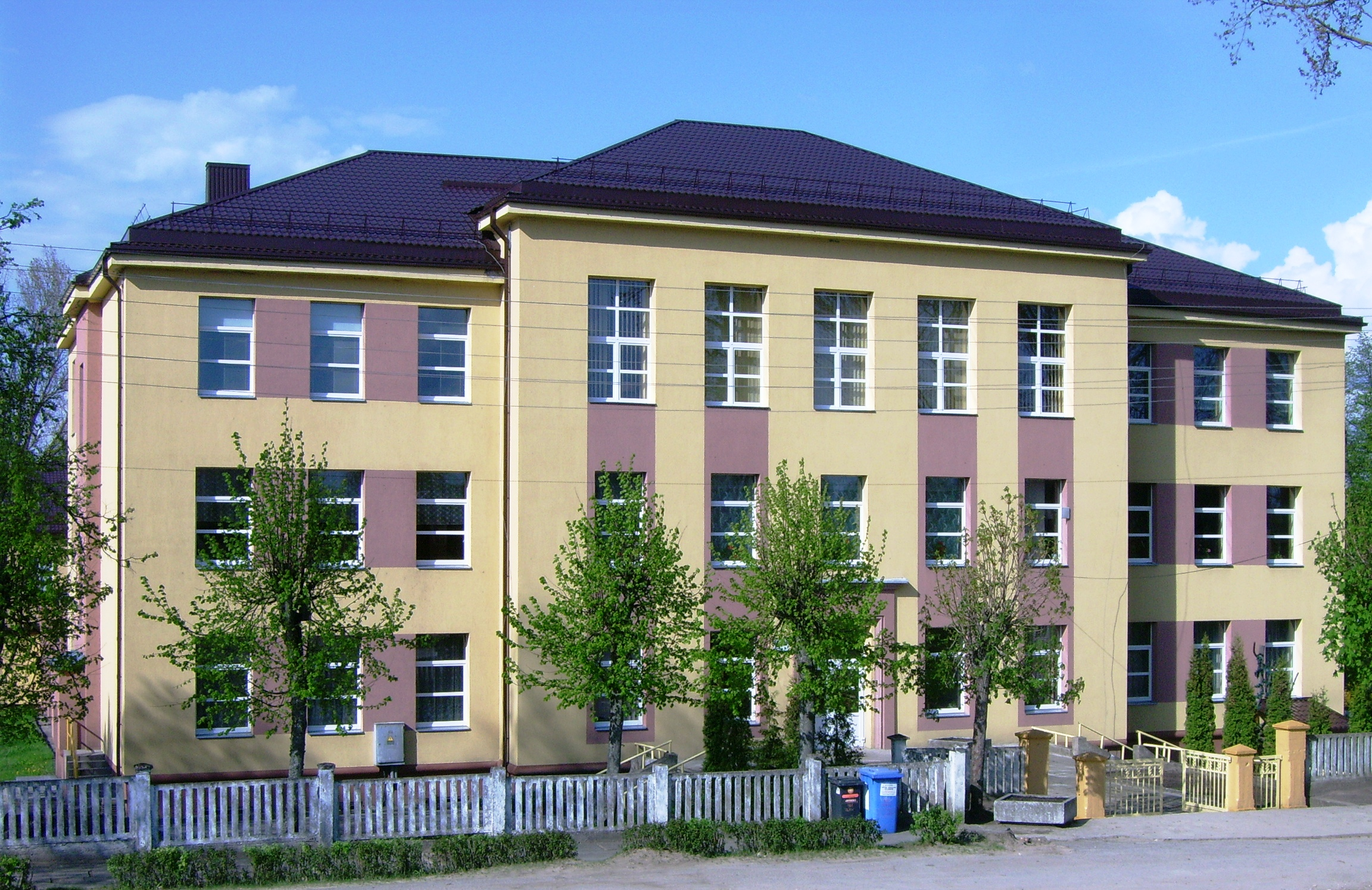
Gymnasium

Veisiejai anhörenⓘ ist eine litauische Stadt in der Rajongemeinde Lazdijai und befindet sich etwa 19 km südöstlich von Lazdijai. Der im 15. Jahrhundert entstandene Gutshof auf dem Gebiet der späteren Gemeinde wurde im Jahr 1501 erstmals urkundlich erwähnt. Die erste Nennung der Stadt erfolgte in der ersten Hälfte des 16. Jahrhunderts.
In der Stadt gibt es die Direktion des Regionalparks Veisiejai, die im Jahr 1817 erbaute katholische Kirche, den Gutshof Veisiejai mit Park, ein Gymnasium, die Kindereinrichtung „Ąžuoliukas“, eine Bibliothek (seit 1937), ein Postamt, ein Forstamt und ein Landesmuseum. Im See Ančia befindet sich seit 2008 der einzige litauische See-Springbrunnen mit Lichtinstallationen.

## Personen
- Rokas Flick (1936–2023), litauischer Ökonom und Politiker
- Juozas Krikštolaitis (* 1954), litauischer Politiker, Bürgermeister von Prienai
- Eduardas Vilkelis (1953–2023), Ökonom und Politiker